# Contra: Hard Corps
Contra: Hard Corps (в Европе — Probotector, в Японии — Contra: The Hard Corps) — шестая видеоигра из серии игр Contra, выпущенная Konami эксклюзивно для приставки Sega Mega Drive в 1994 году. В июне 2019 года игра была выпущена в составе сборника Contra: Anniversary Collection для приставок PlayStation 4, Xbox One, Nintendo Switch и персональных компьютеров с операционной системой Windows.
Действие игры разворачивается спустя пять лет после событий Contra III: The Alien Wars. В Contra: Hard Corps, в отличие от предыдущих частей, все уровни имеют вид сбоку, за исключением одной сцены. Особенность игры — нелинейность, в некоторых местах предоставляется выбор дальнейших действий, от которых зависят концовки игры. Как и ранее в серии, игру можно проходить в одиночном или кооперативном режимах.

## Сюжет

Пример геймплея

2641 год. Со времён войны с Чужими прошло пять лет, человечество медленно возрождается. Тем не менее беспорядки и мародёрство всё ещё не редкость, особенно в крупных городах, куда бежали все, кому удалось спастись. Более того, генная инженерия и технологии по созданию киборгов, бурно развивавшиеся во время войны, породили новый грозный тип преступности, который невозможно было представить до войны.
Для борьбы с этой угрозой правительство создало отряд специального назначения Unified Military Special Mobile Task Force, прозванный Hard Corps в честь героев той самой войны, случившейся пять лет назад.
Во время рождественских каникул неизвестными взломана компьютерная система защиты города. Беспилотные роботы начали учинять беспорядки на улицах, атакуя случайных прохожих. Отряд Hard Corps получает приказ уничтожить безумные машины.
Игра начинается с того, что члены отряда Hard Corps высаживаются в центре города, чтобы остановить перепрограммированных роботов, напавших на жителей. В конце герои встречают робота под управлением наёмника Снайпера Джо. После поражения он сбегает, а в этот момент у игрока появляется первая сюжетная развилка — преследовать наёмника или ответить на срочный вызов доктора Гео Мандрейка для отражения атаки на исследовательский центр. Выбор будет влиять на антураж второго уровня, но после оба ответвления сходятся в общей точке — члены отряда отправляются на свалку, где предположительно прячется хакер Нойман Кэскейд, ответственный за взлом роботов и атаку на город. После победы над ним герои отправляются в джунгли в логово главного злодея — полковника Бахамута. Члены отряда попадают в западню, устроенною доктором Мандрейком, где игроку предоставляется второй выбор, исход которого в итоге приведёт к четырём разным концовкам.
Существует пятая секретная концовка, доступная на уровне «Свалка» и являющаяся по сути «пасхальным яйцом». В этой ветке игрок попадёт на арену, где ему предстоит сразиться с тремя боссами, один из которых — пародия на Саймона Бельмонта из Castlevania, при этом во время схватки звучит ремикс заглавной темы первой части игры — «Vampire Killer». Сам босс с кнутом выглядит как японский певец Масато Шимон с характерной прической «афро», на что также указывает оружие босса — пирог таяки в форме рыбы (у Шимона Масато есть песня «Oyoge Taiyaki-kun»). Победа над всеми боссами приведёт к альтернативной концовке, в которой герои перемещаются на миллионы лет назад, где становятся доминирующей формой жизни.
Всего в игре шесть концовок с различным набором уровней и разными боссами в конце каждой из концовок:
1. Логово Чужого. Финальный босс — сердце Чужого. Полковник Бахамут убегает, обещая, что в следующий раз всё будет иначе. Требования: отправиться в погоню за Джо, сражаться с доктором Мандрейком.
2. Космическая база. Финальный босс — супермозг. Герои жертвуют собой, но спасают мир. Требования: отправиться в погоню за Джо и сдаться доктору.
3. Ракета. Финальный босс — инопланетный мутант. Герои спасают мир от глобальной катастрофы. Требования: отправиться на помощь в исследовательский центр, сражаться с доктором Мандрейком и полковником Бахамутом.
4. База Бахамута. Полковник Бахамут вводит себе клетки Чужого и превращается в жуткого мутанта, ставшего финальным боссом. Требования: отправиться на помощь в исследовательский центр и сдаться доктору Мандрейку.
5. Уровень перед ракетой. Герои переходят на сторону Бахамута, и они вместе захватывают мир. Требования: отправиться на помощь в исследовательский центр, сражаться с доктором Мандрейком и принять предложение Бахамута.
6. Арена. Секретная концовка (пасхальное яйцо). Герои перемещаются на миллионы лет назад, где становятся доминирующей формой жизни. Требования: на третьем уровне взобраться на стену и принять предложение человека в шляпе.

## Игровой процесс
Игрок выбирает персонажа и перемещается по уровням, уничтожая противников. В конце каждого уровня игрока ждёт босс, иногда промежуточные боссы появляются в середине уровня. Между уровнями игрок получает задание, сопровождаемое показом картинок; внутри уровней есть диалоги — обычно в виде разговоров с боссами. В отличие от предыдущих игр серии, задние планы более детализированны и на них иногда что-нибудь происходит.
Игрокам на выбор даётся четыре персонажа, которые различаются некоторыми характеристиками, например, вооружением и способностями:
- Ray Poward — обычный классический боец.
- Sheena Etranzi — боевая подруга Рэя.
- Brad Fang — прямоходящий волк с металлическими руками, на одной из которых во время игрового процесса насажена пушка.
- Browny — небольшой робот с двойным прыжком и системой плавного снижения.

### Боевая система
Оружие в Contra: Hard Corps более разнообразно, чем в предыдущих частях серии. У каждого героя собственный набор вооружения. Обозначается оно первыми буквами латинского алфавита: A, B, C, D. Каждое оружие имеет два режима стрельбы. Дополнительно, каждый игрок может подобрать бомбу, а позже её использовать — при этом всем противникам на экране наносятся большие повреждения. Любой персонаж начинает игру с единственным оружием, пулемётом, для которого можно подобрать улучшение.
Также в этой игре появился важный элемент геймплея — подкат. Во время выполнения подката персонаж становится полностью неуязвимым и может наносить урон противникам. Многие атаки оппонентов и боссов возможно избежать только подкатом.

## Оценки
| Иноязычные издания | Иноязычные издания |
| Издание            | Оценка             |
| ------------------ | ------------------ |
| EGM                | 7,25/10            |
| GamePro            | 5/5                |

Японский игровой журнал Famitsu поставил игре оценку 24 из 40. Журнал GamePro положительно оценил игру, похвалив впечатляющих боссов, «привлекательную» графику, взрывы, «проверяющие пределы возможностей телевизионных динамиков», простое управление и экшен. Четыре обозревателя EGM похвалили игру за выбор четырёх персонажей, динамичный экшен и впечатляющую графику, хотя они отметили, что игра может показаться чересчур сложной. Next Generation оценил игру на три звезды из пяти, назвав Contra: Hard Corps «непревзойдённым шутером с боковой прокруткой и настоящим зверем, которого нелегко победить».

## Различные версии
В Европе игра вышла под названием Probotector. Кроме этого все персонажи, помимо Browny, стали роботами и получили другие имена, включая самого робота Browny. Некоторые кат-сцены были изменены, например, на первом уровне игровой персонаж не говорит о том, что босс-робот не беспилотный. Игровой процесс остался без изменений, за исключением того, что в европейской версии доступно всего четыре продолжения, вместо пяти в американской версии. Удалена была концовка, в которой протагонист переходит на сторону полковника Бахамута, чтобы, свергнув правительство, вместе править миром.